# Семь испанских народных песен
«Семь испанских народных песен», другие встречающиеся названия: «Сюита испанских народных песен», «Испанская народная сюита» (исп. «Siete canciones populares españolas», «Suite Populaire Espagnole», G. 40). Сюита для голоса и фортепиано принадлежит испанскому композитору Мануэлю де Фалья. Является одним из наиболее часто исполняемых музыкальных произведений на испанском языке.

## История создания
Мануэль де Фалья создал Сюиту в 1914 году, незадолго до возвращения из семилетнего пребывания в Париже. Сочинение посвящено мадам Ida Godebska. Впервые исполнено в 1915 году в Мадриде певицей Луизой Вела и самим автором, который аккомпанировал на фортепиано. Сюита включает семь эпизодов, два из них — собственные сочинения композитора («Nana» и «Jota»), пять песен — взяты из популярных песенников того времени
Стили и происхождение песен разнообразны. Они основаны на мелодиях из разных частей Испании: Астурии, Мурсии, Андалусии… «Нана» является колыбельной песней, а «Поло» — песня о мести неверной возлюбленной. Все тексты связаны с любовью и процессом ухаживания, игриво, серьёзно, или трагически. Первая песня, например, недвусмысленно намекает на важность девственности до выхода девушки замуж. Колыбельная имеет дело с результатом любви.

## Состав
- 1. El paño moruno (The Moorish Cloth). Текст Gregorio Martínez Sierra (1881—1947)[2]. Подлинная знаменитая песня из Андалусии, она называется «Мавританская ткань», имеет витиеватую вокальную линию и гитарный аккомпанемент, который стал характерной чертой испанской музыки. Фалья используется эту тему и в своём балете «Треуголка». Форма песни: A-A’-Coda.
- 2. Seguidilla murciana. Текст народный. Аккомпанемент имитирует гитару и барабан. В основе подлинная песня из Мурсии. Форма песни: A-A-Coda.
- 3. Asturiana. Текст народный. Подлинная песня-плач, была записана и опубликована Х. Уртадо и Б. Фернандесом[3]. Форма песни: A-A.
- 4. Jota. Текст народный. Музыка сочинена композитором и стилизована под мелодии Арагона. Форма песни: A-A-Coda.
- 5. Nana. Текст народный. Колыбельная сочинена композитором и стилизована под песни из Андалусии и цыганские мотивы в них. Форма песни: A-A’.
- 6. Canción. Текст народный. Форма песни: A-A.
- 7. Polo. Текст народный. Блестящая цыганская песня под «гитарный» аккомпанемент. Форма песни: Intr. A-A’-Coda.

## Аранжировки
Сюита была переложена для гитары Мигелем Льобетом Солесом, для меццо-сопрано и оркестра — Лучано Берио, для двух фортепиано — Ароном Бубельниковым, а также для скрипки (наиболее популярная и ранняя версия выполнена в 1926 году скрипачом Павлом Коханьским (1887—1934), однако она включает только шесть из семи частей) и других инструментов. Сюита вдохновила аналогичные народные песни друга и соратника Де Фальи поэта Федерико Гарсиа Лорка.